# Bradley Walsh
Bradley John Walsh (Watford, 4 juni 1960) is een Brits acteur, scenarioschrijver, filmproducent en televisiepresentator. 

## Biografie
Walsh doorliep de middelbare school aan de Francis Combe Academy in Watford, tijdens zijn schooltijd was hij actief in sport en media. Tijdens zijn schooltijd was hij lid van de voetbalteam waar hij 64 goals maakte. Op achttienjarige leeftijd werd hij een professioneel voetballer en speelde voor Brentford FC in Brentford, hij brak echter nooit door als vaste speler in het eerste elftal. In de beginjaren '80 kreeg hij diverse enkelblessures en moest zijn voetbalcarrière opgeven, hierna besloot hij om acteur te worden. 
Walsh begon in 1999 met acteren in de televisieserie Big Stage, hierna speelde hij nog meerdere rollen in televisieseries en films. Hij is vooral bekend van zijn rol als Danny Baldwin in de televisieserie Coronation Street waar hij in 269 afleveringen speelde (2004-2006). Hij is ook bekend van zijn rol als rechercheur Ronnie Brooks in de televisieserie Law & Order: UK waar hij in 53 afleveringen speelde (2009-2014). Voor zijn rol in Coronation Street won hij in 2006 een British Soap Awards in de categorie Beste Optreden in een Dramaserie. Naast het acteren voor televisie is hij ook actief in lokale theaters. 
Walsh is naast het acteren ook actief als televisiepresentator, zo was hij de presentator voor de Engelse versie van Rad van Fortuin. Hierna presenteerde hij nog meerdere programma's en meer dan 1000 afleveringen voor de Britse spelshow The Chase. 
Walsh is in 1997 getrouwd en heeft hieruit een zoon, hiernaast heeft hij nog een dochter uit een eerdere relatie.

## Filmografie

### Films
Uitgezonderd korte films.
- 2017 The Jonah Man - als Barry
- 2016 Mike Bassett: Interim Manager - als
- 2007 The Old Curiosity Shop - als mr. Liggers
- 2007 Chacun son cinéma ou Ce petit coup au coeur quand la lumière s'éteint et que le film commence - als pastoor
- 2006 The Children's Party at the Palace - als Bill
- 2005 Coronation Street: Pantomime - als prins Charming
- 2001 Mike Bassett: England Manager - als Dave Dodds
- 2001 Hotel! - als Henry

### Televisieseries
Uitgezonderd eenmalige gastrollen.
- 2021-2022 The Larkins - als Pop Larkin - 13 afl.
- 2018-2021 Doctor Who - als Graham - 23 afl.
- 2015 SunTrap - als Brutus - 6 afl.
- 2009-2014 Law & Order: UK - als rechercheur Ronnie Brooks - 53 afl.
- 2007 Torn - als Steven Taylor - 3 afl.
- 2004-2006 Coronation Street - als Danny Baldwin - 269 afl.
- 2003 Reps - als Terry Arnold - ? afl.
- 2002-2003 Night & Day - als Eddie 'Woody' Dexter - 37 afl.

## Filmproducent
- 2025 Bradley Walsh: Egypt's Cosmic Code - televisieserie - 3 afl.
- 2023 Bradley Walsh's Comedy Legends - televisieserie - 1 afl.
- 2021-2022 The Larkins - televisieserie - 13 afl.

### Scenarioschrijver
- 2016-2019 Cash Trapped - televisieserie - 35 afl.
- 2004 Bradley Walsh: Dangerously Cheeky Live - film
- 2000 The Big Stage - televisieserie - 1 afl.
- 1996 Midas Touch - televisieserie - 7 afl.

- International Standard Name Identifier: 0000 0004 0200 1170
- Library of Congress Control Number: no2013026524
- MusicBrainz: b78b9162-eba8-474f-9e55-30e51daeb35c
- Système universitaire de documentation: 235922978
- Virtual International Authority File: 297217073
- WorldCat: E39PBJwhy7rTjbh7d94qmRcMfq